# Baia Mare Champions Trophy (handbal feminin)
Baia Mare Champions Trophy a fost competiția amicală de handbal feminin organizată de clubul HCM Baia Mare care a înlocuit Trofeul Maramureș deoarece, în 2013 HCM Baia Mare a cucerit pentru a cincea oară trofeul și potrivit regulamentului competiției a intrat în posesia sa definitivă. Baia Mare Champions Trophy a avut o singură ediție, cea din 2014.

## Baia Mare Champions Trophy ediția 2014[2][3][4]
15-17 august 2014
Grupa A
| Echipa        | M | V | E | Î | GM | GP | G   | Pct |
| ------------- | - | - | - | - | -- | -- | --- | --- |
| HCM Baia Mare | 2 | 2 | 0 | 0 | 68 | 49 | +19 | 4   |
| Rostov-Don    | 2 | 1 | 0 | 1 | 56 | 52 | +4  | 2   |
| Krim Mercator | 2 | 0 | 0 | 2 | 51 | 74 | −23 | 0   |

|               | HCM   | GRD   | RKK   |
| ------------- | ----- | ----- | ----- |
| HCM Baia Mare | –     | 27–23 | 41–26 |
| Rostov-Don    | 23–27 | –     | 33–25 |
| Krim Mercator | 26–41 | 25–33 | –     |

Grupa B
| Echipa                  | M | V | E | Î | GM | GP | G   | Pct |
| ----------------------- | - | - | - | - | -- | -- | --- | --- |
| FTC-Rail Cargo Hungaria | 2 | 2 | 0 | 0 | 78 | 58 | +20 | 4   |
| Astrahanocika Astrahan  | 2 | 1 | 0 | 1 | 74 | 65 | +9  | 2   |
| Iuventa Michalovce      | 2 | 0 | 0 | 2 | 52 | 81 | −29 | 0   |

|                         | FTC   | GAA   | IVM   |
| ----------------------- | ----- | ----- | ----- |
| FTC-Rail Cargo Hungaria | –     | 38–33 | 40–25 |
| Astrahanocika Astrahan  | 33–38 | –     | 41–27 |
| Iuventa Michalovce      | 25–40 | 27–41 | –     |

Meciuri pentru stabilirea clasamentului final
- Locurile 5-6

Krim Mercator 28–27 Iuventa Michalovce
- Locurile 3-4

Rostov-Don 31–31 (35–36 d.l. 7m) Astrahanocika Astrahan
- Finala

HCM Baia Mare 29–27 FTC-Rail Cargo Hungaria
Clasamentul final
|   | HCM Baia Mare           |
| 2 | FTC-Rail Cargo Hungaria |
| 3 | Astrahanocika Astrahan  |
| 4 | Rostov-Don              |
| 5 | Krim Mercator           |
| 6 | Iuventa Michalovce      |

| Echipa ideală a turneului - Portar: Paula Ungureanu (ROU) ( HCM Baia Mare) - Extremă stânga: Camilla Herrem (NOR) ( HCM Baia Mare) - Inter stânga: Zsuzsanna Tomori (HUN) ( FTC-Rail Cargo Hungaria) - Coordonator: Ekaterina Ilina (RUS) ( Rostov-Don) - Pivot: Piroska Szamoránsky (HUN) ( FTC-Rail Cargo Hungaria) - Inter dreapta: Anna Viahireva (RUS) ( Astrahanocika Astrahan) - Extremă dreapta: Iulia Managarova (UKR) ( Rostov-Don) | Premii - Cea mai bună jucătoare: Nerea Pena (ESP) ( FTC-Rail Cargo Hungaria) - Cea mai bună marcatoare: Mirjeta Bajramoska (MKD) ( Krim Mercator) 26 goluri - Cea mai bună apărătoare: Anastasia Lobaci (BLR) ( HCM Baia Mare) - Cel mai bun portar: Paula Ungureanu (ROU) ( HCM Baia Mare) - Trofeul Fair-Play: Iuventa Michalovce |